# ماركو روزا
ماركو روزا هو لاعب هوكي الجليد كندي، ولد في 15 يناير 1982 في سكاربورو، تورنتو في كندا.

## وصلات خارجية
- ماركو روزا على موقع دوري الهوكي الوطني (الإنجليزية)
- ماركو روزا على موقع EliteProspects.com (الإنجليزية)
- ماركو روزا على موقع HockeyDB.com (الإنجليزية)